# منتخب روسيا البيضاء تحت 17 سنة لكرة القدم
منتخب روسيا البيضاء تحت 17 سنة لكرة القدم (بالروسية: Сборная Белоруссии по футболу)‏ هو ممثل روسيا البيضاء الرسمي في المنافسات الدولية في كرة القدم في فئة كرة قدم تحت 17 سنة للرجال، يديريه اتحاد روسيا البيضاء لكرة القدم.